# Syntactus delusor
Syntactus delusor is een insect dat behoort de familie van de gewone sluipwespen (Ichneumonidae). De wetenschappelijke naam werd gepubliceerd in 1758 door Carl Linnaeus in de tiende editie van Systema naturae.